# Patricia Kelly
Maria Patricia Kelly (ur. 25 listopada; według własnego oświadczenia 22 listopada 1969 w Gamonal, w Hiszpanii) – irlandzko-amerykańska piosenkarka, muzyk i kompozytorka. Sławę zyskała śpiewając w zespole The Kelly Family.

## Życiorys
W 2008 współpracowała z Peterem Materną, saksofonistą, który grał gościnnie od wielu lat w zespole The Kelly Family. W tym roku powstał pierwszy solowy album Patricii Kelly z mieszanką folku i jazzu. Kelly zaczęła grać liczne koncerty akustyczne opowiadając historie ze swojego życia zawarte w tekstach piosenek. 
W 2009 roku współpracowała z Hannesem Waderem i Traugottem Buhre przy płycie dla dzieci, na której śpiewała piosenki o liczbach i opowiadała historie do ponownego odśpiewania.
Od 25 listopada do 30 grudnia 2009 Patricia Kelly występowała jako bohaterka w podwójnej roli jako anioł bożonarodzeniowy i Bella w musicalu Charlesa Dickensa – Vom Geist der Weihnachten (pol. Duch Bożego Narodzenia) w teatrze,  w Düsseldorfie.
W 2010 była gwiazdą podczas świątecznej trasy Christmas Moments, zaprojektowanej przez Thomasa Schwaba i zaśpiewała singel Traum von Bethlehem – (pol. Marzenie o Betlejem). 
Wiosną 2011 roku w towarzystwie Schwaba i innych muzyków z zespołu – zaprezentowała trasę koncertową – Moments with Patricia Kelly – (pol. Chwile z Patricią Kelly). W tym programie tłumaczyła tradycje ze wszystkich krajów na sześć języków, przez które podróżowała przez całe życie, w tym piosenki francuskie, flamenco, muzykę country i bel canto.
W latach 2017–2020 występowała z rodzeństwem, w grupie – The Kelly Family. Pierwszą piosenką i teledyskiem, który nagrali po latach był utwór, Nanana.

## Życie prywatne
Patricia Kelly jest od 2001 roku żoną urodzonego w Rosji, Denisa Sawinkina i matką dwóch synów urodzonych w 2001 i 2003.
Została ochrzczona jako katoliczka i od czasu swojej choroby pod koniec lat dziewięćdziesiątych praktykuje chrześcijaństwo.
Gdy w 2010 w jej prawej piersi zdiagnozowano raka z powodu genetycznego obciążenia wstępnego cała tkanka została usunięta z piersi i zastąpiona protezą.

## Dyskografia
Albumy solowe
- 2010: It Is Essential;
- 2012: Blessed Christmas;
- 2016: Grace & Kelly;
- 2020: One More Year.

Albumy zaśpiewane na żywo
- 2012: Essential;
- 2015: Akustycznie, piosenki i historie.

Albumy charytatywne
- 2012: Święta z  Patricią Kelly.

EPs
- 2008: A New Room;
- 2009: Essential.

Współpraca
- 2009: Professor Jecke Zahlen-Zirkus ("One, Two, Three, Four, Five");
- 2009: Jimmy Kelly: Roots Diggin' Deeper ("Ohos Negros");
- 2010: Christmas Moments: Traum von Bethlehem ("Marzenie o Betlejem").

Albumy wideo
- 2009: Duch Bożego Narodzenia;
- 2012: Na żywo – "Essential".

## Literatura
- Patricia Kelly: Der Klang meines Lebens: Erinnerungen an stürmische und sonnige Zeiten, 2014. Aktualizacja 2017, ISBN 978-3-86334-175-6 (niem.)